# Bunde (Pays-Bas)
Pour les articles homonymes, voir Bunde.
Bunde, en limbourgeois Bung, est un village néerlandais situé dans la commune de Meerssen, dans la province du Limbourg néerlandais. Le 1er juin 2014, le village comptait 5 817 habitants.

## Histoire
Bunde a été une commune indépendante jusqu'au 1er janvier 1982, date de son rattachement à Meerssen.

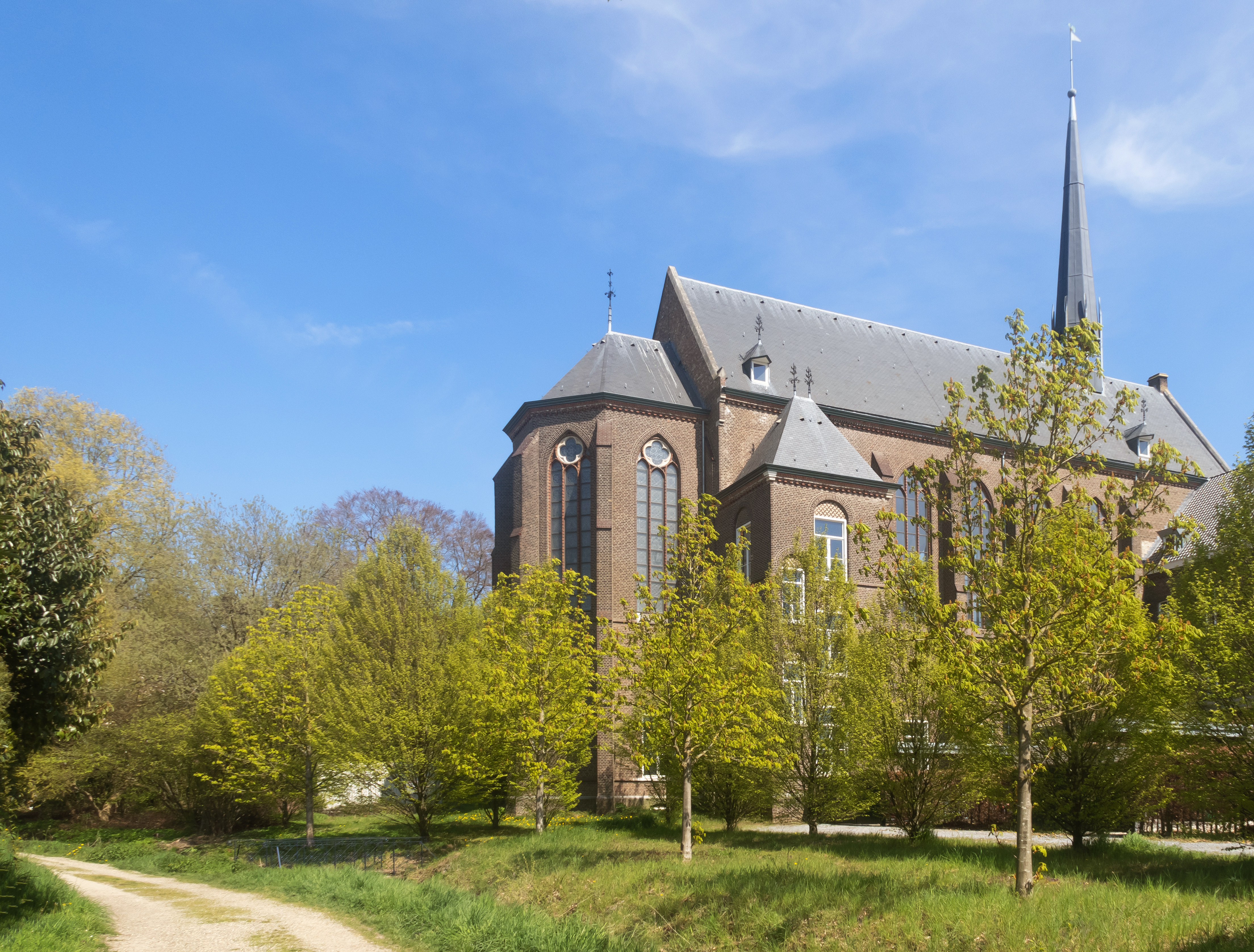
Maison de campagne: Huize Overbunde